# 原子価
原子価（げんしか）とは、ある原子が何個の他の原子と結合するかを表す数である。学校教育では「手の数」や「腕の本数」と表現することがある。
元素によっては複数の原子価を持つものもあり、特に遷移金属は多くの原子価を取ることができるため、多様な酸化状態や反応性を示す。
| 化合物  | H 2 Hydrogen | CH 4 メタン         | C 3H 8 プロパン     | C 3H 6 プロピレン   | C 2H 2 アセチレン   |
| Diagram |              |                     |                     |                     |                     |
| 原子価  | - 水素: 1    | - 炭素: 4 - 水素: 1 | - 炭素: 4 - 水素: 1 | - 炭素: 4 - 水素: 1 | - 炭素: 4 - 水素: 1 |

| 化合物  | NH 3 アンモニア     | NaCN シアン化ナトリウム             | PSCl 3 塩化チオホスホリル     | H 2S 硫化水素       | H 2SO 4 硫酸                  | H 2S 2O 6 ジチオン酸          | Cl 2O 7 七酸化二塩素 | XeO 4 四酸化キセノン    |
| Diagram |                     |                                     |                               |                     |                               |                               |                      |                         |
| 原子価  | - 窒素: 3 - 水素: 1 | - ナトリウム: 1 - 炭素: 4 - 窒素: 3 | - リン: 5 - 硫黄: 2 - 塩素: 1 | - 硫黄: 2 - 水素: 1 | - 硫黄: 6 - 酸素: 2 - 水素: 1 | - 硫黄: 6 - 酸素: 2 - 水素: 1 | - 塩素: 7 - 酸素: 2  | - キセノン: 8 - 酸素: 2 |

## 歴史

### 化合物
定比例の法則の確立によってある化合物に含まれる元素の質量の比は恒に一定であることが示された。ジョン・ドルトンはこれを説明するために原子の概念を導入し、ある化合物に含まれる各元素の原子の数の比は恒に一定となるという考えを示した。この考えに基づいて様々な化合物の組成式を調べていくとその組成に法則性があることが分かってきた。例えばある金属原子に酸素原子が結合する場合、その数は塩素原子が結合する数の半分となる。
そこで水素原子や塩素原子を基準として、これら何個と結合できるかとして原子価の概念が確立した。
原子価の概念は化学結合論とともに発達してきた。イェンス・ベルセリウスはハンフリー・デービーの電気分解の実験から、原子はプラスあるいはマイナスのある量の電荷を持っていると考えた。そしてプラスの電荷を持つ原子とマイナスの電荷を持つ原子が、全体の電荷が0となるようにクーロン力によって結びついて電気的に中性な化合物を構成していると考えた。この考えによれば個々の原子の持つ電荷の大きさ、すなわちイオン価により、他の何個の原子と結合するか、すなわち原子価が決定されることになる。当時知られていた化合物は無機化合物が大部分であったのでこの考え方は広く受け入れられた。

### 基
だが、金属元素においてはこのような特定の原子価を取らず、いくつかの原子価を取るものがすでに知られていた。また、有機化合物の研究が発達してくると、有機化合物においてはプラスの電荷を持つと考えられていた水素がマイナスの電荷を持つと考えられていたハロゲンと置換する反応が見出された。このため、ジャン・デュマとオーギュスト・ローランは「置換の法則」を提唱し、水素とハロゲンは同じ型を持ち、相互に置換可能であるとした。シャルル・ジェラールはこれを拡張し、すべての化合物は2つの不変な「基」が結合したものであり、その組換えによって置換反応が起こるとした。有機化合物の研究がさらに進むと、エーテルのように酸素原子に2つの「基」が結合したもの、アミンのように窒素原子に3つの「基」が結合したものが知られるようになった。フリードリヒ・ケクレはこれを整理して水素やハロゲンは他の1つの原子と、酸素は2つの原子と、窒素は3つの原子と、炭素は4つの原子と結合できると提唱した。

### 錯体
一方、無機化合物においては錯体の存在が知られるようになり、これはある原子が固有の原子価を持つという説明では構造が説明できなかった。そこでアルフレッド・ウェルナーは配位説を提唱し、金属原子は通常の原子価である主原子価の他に、配位子と結合するための副原子価を持っていると提唱した。しかし、錯体の種類によって側原子価の数が変化したり、主原子価による結合と副原子価による結合の間に本質的な差が無いという問題があった。そのため金属元素については他の何個の原子と結合しているかという意味で原子価という言葉は用いられなくなり、配位による影響の無い酸化数と同義で原子価という言葉が用いられることが多い。

### 理論
原子価の理論的な説明については、原子の内部構造が明らかになってから発展した。反応性の乏しい希ガスの原子の最外殻電子の数が8個であることから、ワルター・コッセルは希ガスと同じ電子配置が安定であるため、原子はそのような電子配置を持つイオンを生じやすいと提唱した。また、ギルバート・ルイスとアーヴィング・ラングミュアは原子核を中心とする立方体の8つの頂点に最外殻電子が位置し、この頂点がすべて埋まった場合に原子が安定になるというオクテット説を提唱した。そしてそのようになるために他の原子と電子を共有して共有結合が生じると説明した。この時にはなぜ最外殻電子の数が8個となると安定なのかは不明なままであったが、これは量子力学により電子配置の詳細が研究されて明らかとなった。